# Cantó d'Évron
El cantó d'Évron és un cantó francès del departament del Mayenne, situat al districte de Laval. Té 11 municipis i el cap és Évron.

## Municipis
- Assé-le-Bérenger
- Châtres-la-Forêt
- Évron
- Livet
- Mézangers
- Neau
- Saint-Christophe-du-Luat
- Sainte-Gemmes-le-Robert
- Saint-Georges-sur-Erve
- Vimarcé
- Voutré

## Història
| Data d'elecció                           | Identitat           | Partit                       | Qualitat |
| ---------------------------------------- | ------------------- | ---------------------------- | -------- |
| 1945-1949                                | M. Mille            | radical                      |          |
| 1949-1982                                | Raoul Vadepied      | MRP, després CDP després UDF |          |
| 1982-2006                                | Michel Nicolas      | RPR, després UMP             |          |
| 2006-                                    | Jean-Pierre Bourdin | Divers gauche                |          |
| les dades anteriors no són pas conegudes |                     |                              |          |
|                                          |                     |                              |          |

| A partir de 1990: Població sense dobles comptes |